# Хлебно
Хлебно (пол. Chlebno) — село в Польщі, у гміні Лобжениця Пільського повіту Великопольського воєводства.
Населення — 235 осіб (2011).
У 1975-1998 роках село належало до Пільського воєводства.

## Демографія
Демографічна структура станом на 31 березня 2011 року:
|          | Загалом | Допрацездатний вік | Працездатний вік | Постпрацездатний вік |
| -------- | ------- | ------------------ | ---------------- | -------------------- |
| Чоловіки | 77      | 17                 | 52               | 8                    |
| Жінки    | 158     | 18                 | 97               | 43                   |
| Разом    | 235     | 35                 | 149              | 51                   |